# 高岳製作所
株式会社高岳製作所（たかおかせいさくしょ）は、かつて存在した東京電力系の電気機器メーカーである。
2012年10月に東光電気と共同持株会社「東光高岳ホールディングス」を設立した後、2014年4月に東光電気と共に東光高岳HD（現・東光高岳）に吸収合併され、解散した。

## 事業内容
- 電力機器事業 - 変圧器、開閉装置、監視制御システム、及び電気自動車用急速充電器の製造、販売、据付工事等
- 情報エレクトロニクス事業 - 三次元検査装置及びシンクライアントシステム等の製造、販売等
- その他 - 主に水素水生成器等の製造、販売

## 沿革
出典：
- 1918年（大正7年）3月 - 名古屋市東区高岳町にて創立。
- 1936年（昭和11年）3月 - 東京出張所を開設。
- 1940年（昭和15年）11月 - 本社を東京市麹町区丸の内三丁目6番地に移転。
- 1941年（昭和16年）
  - 8月 - 大阪出張所を開設。
  - 11月 - 名古屋市外西枇杷島町に新工場を建設し、全面的に移転。
- 1947年（昭和22年）9月 - 東京都豊島区に小形変圧器の製造を目的に東京工場を建設。
- 1949年（昭和24年）11月 - 東京証券業協会の店頭登録銘柄となる。
- 1951年（昭和26年）11月 - 大阪出張所を拡充して営業所とし、続いて名古屋、仙台、東京に営業所を開設。
- 1954年（昭和29年）12月 - 東京証券取引所に株式を上場。
- 1956年（昭和31年）12月 - 愛知県海部郡甚目寺町に柱上変圧器の専門工場を建設。
- 1959年（昭和34年）3月 - 本社を東京都千代田区大手町二丁目2番1号　新大手町ビルに移転。
- 1960年（昭和35年）
  - 11月 - 研究所（現・技術開発センター）を開設。
  - 12月 - 高岳産業株式会社を設立。
- 1962年（昭和37年）8月 - 栃木県小山市に大形変圧器の専門工場を建設。
- 1964年（昭和39年）1月 - 東京工場を閉鎖し、小山工場に吸収。
- 1974年（昭和49年）1月 - 栃木県小山市に中小形変圧器の専門工場として小山第二工場を建設
- 1975年（昭和50年）6月 - 高岳工事株式会社（現・タカオカエンジニアリング。連結子会社）を設立。高岳商事株式会社を設立。
- 1978年（昭和53年）7月 - 工場組織を再編成し、小山事業所（南工場、北工場）、名古屋事業所（東工場、西工場）の2事業所制とする。
- 1982年（昭和57年）1月 - タカオカ化成工業株式会社（現・連結子会社）、高岳興産株式会社を設立。
- 1984年（昭和59年）12月 - タカオカ・システムサービス株式会社を設立。
- 1985年（昭和60年）1月 - タカック・システム開発株式会社を設立。
- 1991年（平成3年）7月 - 宮城県黒川郡大衡村（仙台北部中核工業団地）に電力制御システム及びパワーエレクトロニクス装置等の工場として仙台事業所を建設。3事業所制とする。
- 1994年（平成6年）9月 - 静岡県浜松市にFA関連機器の開発、生産を目的として、浜松テクノセンター（現・浜松工場）を建設。
- 1998年（平成10年）10月 - 高岳興産と高岳商事が合併し、高岳興産株式会社が発足。
- 1999年（平成11年）6月 - 中国に断路器の合弁会社（撫順高岳開閉器有限公司）を設立。
- 2001年（平成13年）7月 - 高岳産業が高岳興産を吸収合併し、タカオカ・ビジネスサービス株式会社に社名変更。タカオカエンジニアリングがタカオカ・システムサービスを吸収合併。
- 2002年（平成14年）
  - 9月 - 本社を東京都千代田区神田錦町三丁目7番地1　興和一橋ビルに移転。
  - 10月 - 社内カンパニーであるシステム・ソリューションカンパニーを会社分割し、株式会社ミントウェーブを設立（現・連結子会社）。
- 2003年（平成15年）9月 - 小山工場を主軸とした新しい生産体制を構築。
- 2004年（平成16年）7月 - 本社を東京都中央区入船一丁目7番1号に移転。
- 2008年（平成20年）7月 - ミントウェーブがタカック・システム開発を吸収合併。
- 2009年（平成21年）
  - 1月 - 新しい社是・基本理念（高岳綱領）を策定。
  - 6月 - 執行役員制度を導入。
- 2010年（平成22年）5月 - 本社を東京都中央区明石町8番1号に移転。
- 2011年（平成23年）12月 - タカオカ・ビジネスサービスを清算。
- 2012年（平成24年）10月 - 東光電気との間で、共同株式移転により両社の完全親会社となる株式会社東光高岳ホールディングスを設立。
- 2014年（平成26年）4月 - 東光電気と共に東光高岳ホールディングスに吸収合併され、解散。